# 指定敘述
在程序設計中，指定敘述（英語：assignment statement），會將一個特定的值設定到某個特定的儲存位址去，這個位置被標記成一個特定的變數名稱。換句話說，這個敘述會複製一個值到某個特定變數中。在多數的指令式程式語言中，這種敘述是其中最基礎的結構。
指定敘述的通用表示方法通常是 x = expr（這種表示法最早源自1949年–1951年时的Superplan，因為1957年首版的Fortran與C語言而廣為人知），另一種形式則為 x := expr（這種形式最早來自ALGOL 58，因為Pascal而盛行）。在這兩種表示法之外，仍然存在許多其他的形式。
對多數的指令式程式語言來說，指定敘述允許某個特定變數，在其生命週期與作用域之中，可以被指定為不同的值，或是重複被指定值。

## 语义
在指令式編程中，隨著時間改變，不同的值被關聯到某個特定的變數名稱上。變數是數值的容器。可以先指派變數為某個值，在之後再用另一個值來加以取代。在這種模型中，程式的運作，是透過每次成功的指定敘述，來改變其狀態。指令式程式語言，倚靠指定敘述來進行迭代。在最低的層級中，指定敘述是以組合語言指令，如 MOVE 或 STORE來實作。
以C語言為例，下列的程式碼段落可以作為指定敘述的例子：
```
int
 
x
 
=
 
10
;
 

float
 
y
;

x
 
=
 
23
;

y
 
=
 
32.4f
;

```

在第一行程式碼中，變數x先被宣告為int型別，之後將數值10指定給它。在第二行，變數y被宣告為float型別，但沒有指定值。在第三行，變數x被重新指定為數值23。在第四行中，變數y被指定為浮點數值32.4f。

## 单赋值
任何改变现存值的赋值（比如x := x + 1），在纯函数式语言中都是不允许的。在现今的函数式编程中，赋值是被劝阻的，用以支持也叫做“初始化”的单赋值。单赋值是名字绑定的用例，不同于本文其他部分描述的赋值之处在于，它只能做一次，通常是在变量被创建的时候，不允许后续的重新赋值。
表达式的求值，如果不改变机器的可察见状态，并且对相同的输入产生相同的值，就没有副作用。指令式赋值，在销毁旧值并使之不可获得时，在将旧值替代为新值时，就可能介入了副作用；为此在LISP和函数式编程中，这被称为“破坏性”（destructive）赋值，类似于“破坏性更新”。
在纯函数式语言比如Haskell中，单赋值是赋值的唯一形式，这里没有在指令式语言意义上的变量，而是命名的常量值，并具有可能的合成（compoud）本性，即它们的元素"在需要时"被逐步的定义。纯函数式编程和与之于此共通的数据流程编程，由于值之间相互独立，可以提供在并行计算上的优势，它避免了顺序的一时一步执行的冯·诺伊曼瓶颈。
非纯函数式语言，同时提供了单赋值和真赋值（尽管相比指令式编程语言而言真赋值典型的较少使用）。例如，在Scheme中，单赋值（通过let），和真赋值（通过set!），二者都可以用于所有变量上，并提供专门的原语（primitive）用于在列表、向量、字符串等之内做破坏性更新。在OCaml中，只有单赋值，通过let name = value语法，被允许用于变量；而破坏性更新，可通过单独的<-算符，用于数组的元素和字符串，还可用于已经被编程者显式声明为可变（意味着能够在其初始化声明之后被变更）的记录字段和对象。
使用单赋值的函数式编程语言，包括Clojure（针对数据结构，而非变量）、Erlang（相比Haskell，它接受多次赋值，如果值相等的话）、F#、Haskell、Lava、OCaml、Oz（对用数据流变量，而非cell）、Racket（对于一些数据结构如列表，而非符号）、SASL、Scala（对于变量）、SISAL、Standard ML。非回溯的Prolog代码可以被看作“明显的”单赋值，这里明显的含义为，它的（命名）变量可以显式的处在未赋值状态，或只能准确的被设置一次。相反的，在Haskell中，没有未赋值变量，而所有变量可以看作在创建时就被隐式的设定了它的值（更精确的说是设置了计算对象在“在需要时”产生它的值）。

## 指定語句的回傳值
在一些編程語言中，指定敘述的整個語句可能會傳回某種型別的一個值，而在其它語言中則不會。
在 C 編程語言中指定語句只會單純返回指定值，而允許這樣子的片語 x = y = a，其中指定語句 y = a 返回值 a，然後將值指定到 x。在諸如 while ((ch = getchar()) != EOF) {…} 的語句中，函數的返回值可用於控制迴圈，同時將相同的值指定給變量 ch。
在其它編程語言中例如 Scheme，指定語句的返回值是未定義的，而且這些片語無效。
在 Haskell 中沒有變量指定；但類似於指定的操作（如分配給數組的字段或可變數據結構的字段）通常以 unit型別為單位進行求值，unit 型別以 ()表示。這種型別只有一個可能的值，因此不包含任何信息。它通常是純粹為了副作用而評估的表達型別。

## 赋值的变体形式
特定使用模式也非常常见，因此经常有支持它们的特殊语法。这些主要是减少源代码冗长的语法糖，但也能辅助代码读者理解编程者的意图，并提供给编译器进行可能的优化的线索。

### 增广赋值
所赋予的值依赖于先前的值是很常见的，很多指令式语言，尤其是C及其主要派生者，提供了叫做增广赋值的特殊算符，比如*=，则a = 2*a可以转而写为a *= 2。

### 链式赋值
语句如w = x = y = z叫做“链式赋值”，其中z的被赋给多个变量w、x和y。链式赋值经常用来初始化多个变量，比如a = b = c = d = f = 0。

### 并行赋值
一些编程语言，比如APL、Common Lisp、Go、JavaScript（自从1.7）、Lua、Maple、occam 2、Perl、PHP、Python、REBOL、Ruby、Windows PowerShell，允许多个变量被并行的赋值，语法如下：
```
a, b := 0, 1
```

它同时赋值0到a和1到b。这经常叫做并行（parallel）赋值；它是CPL语言于1963年介入的，当时名字叫做同时（simultaneous）赋值，有时也叫做多（multiple）赋值，但这在与单（single）赋值一起用时会产生混淆，因为它们不是对比的。如果赋值的右手侧是一个单一变量（比如一个数组或结构），这个特征就叫做解包（unpacking）或解构（destructuring）赋值：
```
var
 list := {0, 1}
a, b := list
```

这个列表将被解包使得赋值0至a和1至b。进一步的：
```
a, b := b, a
```

对换a和b的值。在没有并行赋值的语言中，这必须通过临时变量来书写：
```
var
 t := a
a := b
b := t
```

因为a := b; b := a将把a和b二者都赋值为b最初的值。
一些语言，比如Go和Python，将并行赋值、元组和自动元组解包结合起来，允许从一个单一函数返回多个值，比如如下Python的例子：
```
def
 
f
():

    
return
 
1
,
 
2

a
,
 
b
 
=
 
f
()

```

而其他语言，比如C#，要求使用圆括号的显式元组构造和解构，如下面例子这样：
```
(
a
,
 
b
)
 
=
 
(
b
,
 
a
);

(
string
,
 
int
)
 
f
()
 
=>
 
(
"foo"
,
 
1
);

var
 
(
a
,
 
b
)
 
=
 
f
();

```

这提供了从一个函数返回多个值要使用输出参数的一种替代方式。这最早见于CLU语言（1974年），而CLU推动了一般的并行赋值变得流行。
在C和C++中，逗号运算符，在允许多个赋值出现在一个单一语句上类似于并行赋值，写a = 1, b = 2替代a, b = 1, 2。这主要用在for循环中，在其他语言比如Go中，被替代为并行赋值。但是上述C++代码不确保完全的同时性，因为代码a = b, b = a+1的右侧项是在左侧项之后运算的。在语言如Python中，a, b = b, a+1将并发的赋值两个变量，使用最初的a的值来计算新b的值.

## 標記法
複製分配的兩個最常見的表示形式是等號（=）和冒號等於（:=）。這兩種形式都可以在語義上表示賦值語句或賦值運算符（它也具有值），這取決於語言用法。
| variable = expression  | Fortran, PL/I, C (和派生者比如C++, Java等), Bourne shell, Python, Go (赋值预先声明的变量), R, Windows PowerShell等。 |
| variable := expression | ALGOL (和派生者), Simula, CPL, BCPL, Pascal[16] (和派生者比如Modula), Mary, PL/M, Ada, Smalltalk, Eiffel[17][18], Oberon, Dylan[19], Seed7, Go (声明和定义变量的快捷方式)[20], Io, AMPL, ML[21], AutoHotkey等。 |
其他可能性包括左箭頭或關鍵字，但還有其他更罕見的變體：
| variable << expression                     | Magik                  |
| variable <- expression                     | F#, OCaml, R, S                  |
| variable <<- expression                    | R                                |
| assign("variable", expression)             | R                                |
| variable ← expression                      | APL[22], Smalltalk               |
| variable =: expression                     | J                                |
| LET variable = expression                  | BASIC                            |
| let variable := expression                 | XQuery                 |
| set variable to expression                 | AppleScript                      |
| set variable = expression                  | C shell                          |
| Set-Variable variable (expression)         | Windows PowerShell               |
| variable : expression                      | Macsyma, Maxima, Rebol |
| var variable expression                    | mIRC脚本语言           |
| reference-variable :- reference-expression | Simula                           |
數學偽代碼分配通常用左箭頭表示。有些平台將表達式放在左側，變量放在右側：
| MOVE expression TO variable  | COBOL                 |
| expression → variable        | TI-BASIC, Casio BASIC |
| expression -> variable       | BETA, R               |
| put expression into variable | LiveCode    |
一些面向運算式的語言比如 Lisp 和 Tcl，對所有語句（包括賦值）統一使用前綴（或後綴）語法。
| (setf variable expression) | Common Lisp        |
| (set! variable expression) | Scheme[23][24][25] |
| set variable expression    | Tcl                |
| expression variable !      | Forth              |

## 另見
- 設定運算子
- 算符 (编程)
- 名字绑定
- 合一
- 不可变对象
- 常量 (计算机编程)